# Alessandro Casolani

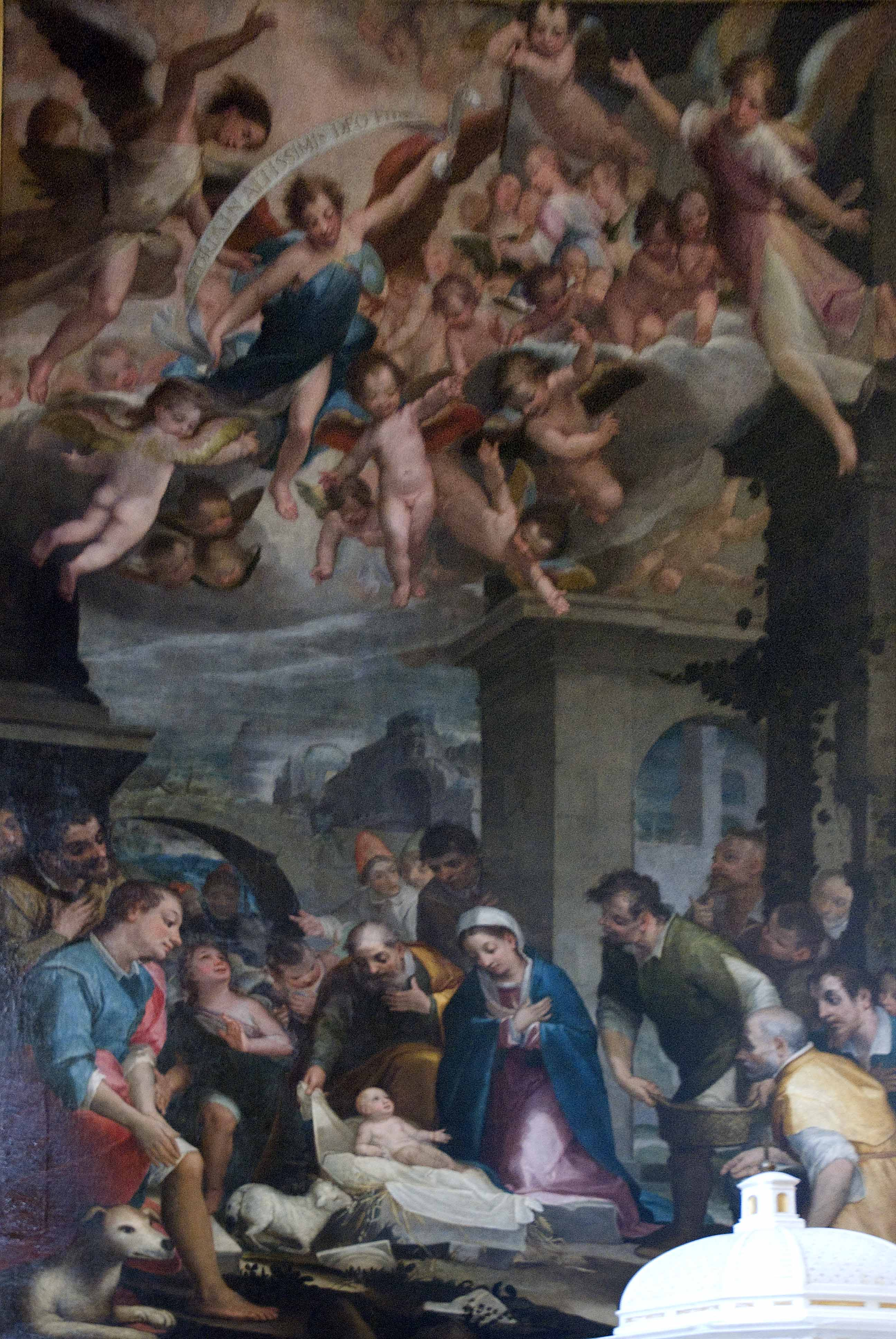
Alessandro Casolano, Boże Narodzenie, kolegiata w Radicondoli

Alessandro Casolani (także Casolano, znany również jako Alessandro Del Torre, ur. 1552 w Casole d’Elsa, zm. 1606 w Sienie) – włoski malarz tworzący na przełomie późnego manieryzmu i wczesnego baroku, tworzył głównie w Sienie, Neapolu i Pizie.

## Życiorys
Był uczniem Ventury Salimbeni i Cristoforo Roncallego. W swojej twórczości artystycznej pozostawał pod wyraźnym wpływem Paolo Veronesego i Federico Barocciego. Około 1600 roku przeniósł się do Pawii, gdzie ozdobił freskami sklepienie zakrystii oraz kopułę miejscowego klasztoru kartuzów. Jego syn Ilario Casolano również zajmował się malarstwem.

## Dzieła
- Narodzenie NMP, bazylika San Domenico, Siena
- Pietà ze świętymi Andrzejem i Mikołajem (ok. 1587), kolegiata Santa Maria Assunta w Casole d’Elsa
- Ukrzyżowany Chrystus adorowany przez świętych i Francesco Marię Piccolomini, biskupa Montepulciano (1583), Museo d’Arte Sacra, Grosseto
- Pokłon pasterzy (ok. 1594), katedra w Sienie
- Męczeństwo św.Bartłomieja (1604), kościół San Niccoló del Carmine, Siena
- Madonna z Dzieciątkiem i świętymi Piotrem i Pawłem, muzeum Santa Maria della Scala w Sienie
- Święty Franciszek pokutujący, w zbiorach Pinacoteca Nazionale, Siena